# Friedrich Pincus
Friedrich Pincus (geboren am 16. November 1871 in Posen; gestorben am 6. November 1943 im Ghetto Theresienstadt) war ein deutscher Ophthalmologe, städtischer Augenarmenarzt von Köln und seit 1913 bis zum Entzug seiner Approbation durch die Nationalsozialisten im Jahr 1939 leitender Arzt der Augenabteilung des Israelitischen Krankenhauses in Köln. Nach 1939 war er als einziger Augenarzt für die jüdische Bevölkerung von Köln als so genannter „Krankenbehandler“ zugelassen. Im Juli 1942 wurde Friedrich Pincus ins Ghetto Theresienstadt deportiert, wo er im November 1943 gestorben ist.

## Leben
Friedrich Pincus wurde als drittes von vier Kindern des aus Posen stammenden jüdischen Kaufmanns Ludwig Pincus und seiner Frau Auguste Golda, geborene Czapski, geboren. Nach seinem Schulabschluss begann er ein Studium der Medizin an der Friedrich-Schiller-Universität in Jena, wo Siegfried Czapski, ein Verwandter der Mutter, einen Lehrstuhl für Physik innehatte. Friedrich Pincus promovierte 1894 in Jena mit dem Thema Anatomischer Befund von zwei sympathisierenden Augen, darunter eins mit Cysticercus intraccularis.
Nach der Promotion ging er 1896 nach Köln und arbeitete zunächst als Assistenzarzt an der Augenheilanstalt für Arme. 1900 trat er die Stelle als städtischer Augenarmenarzt an. Neben seiner beruflichen Tätigkeit publizierte er regelmäßig in deutschen und internationalen Fachzeitschriften, unter anderem im Zentralblatt für praktische Augenheilkunde, in der Zeitschrift für Augenheilkunde, in der Internationalen Zeitschrift für Augenheilkunde, im Chemischen Zentralblatt, der Wiener Klinischen Rundschau, dem Zentralblatt für Innere Medizin, dem Archives of Ophthalmology oder der Lettura oftalmologica rivista mensile di oculistica pratica. Seine Forschungsergebnisse über die Erkrankung der Netzhaut, Entzündungen des Sehnervs sowie Sehnervenleiden nach Blutverlust fanden Eingang in das 1930 erschienene Kurze Handbuch der Ophthalmologie. Seit Jahr 1912 leitete er die Augenabteilung des Israelitischen Krankenhauses in Köln. Während des Ersten Weltkrieges war Pincus als Stationsarzt der Cölner Militär-Augenstation eingesetzt und behandelte in erster Linie Augenverletzungen von Frontsoldaten. Das 1919 von ihm veröffentlichte Werk Über Sehstörungen und Blutverlust, in dem er die Forschungsergebnisse der letzten vier Jahre zusammengefasst hatte, zählt auch in der Gegenwart zu den viel zitierten Grundlagenarbeiten auf diesem Gebiet.
Nach der Machtergreifung der Nationalsozialisten wurden die Arbeitsmöglichkeiten für jüdische Ärzte zunehmend eingeschränkt. Friedrich Pincus arbeitete mit der Unterstützung seiner Tochter Charlotte als einer der wenigen für jüdische Patienten zugelassenen Augenärzte in Köln im Israelitischen Asyl für Kranke und Altersschwache und in seiner Praxis in seinem Wohnhaus am Hohenzollernring 77. 1936 wurde in den Berichtsbänden der Deutschen Ophthalmologischen Gesellschaft vermerkt, dass der Sanitätsrat Friedrich Pincus zwischen 1934 und 1936 „freiwillig“ aus der Deutschen Ophthalmologischen Gesellschaft ausgetreten ist. Ende September 1938 wurde ihm, wie allen noch in Deutschland verbliebenen jüdischen Ärzten, die Approbation entzogen. Fortan durfte er nur noch, als einzig zugelassener Augenarzt in Köln, als „Krankenbehandler“ jüdischer Patienten tätig sein. Sein Wohnhaus am Hohenzollernring musste er 1938 verkaufen. Im Juni 1942 wurde auch das Israelitische Krankenhaus ausgelöst und die Insassen in das Deportationslager Müngersdorf verschleppt.
Kurz vor der Deportation wurde Friedrich Pincus mit seiner Familie gezwungen, in ein Ghettohaus am damaligen Horst-Wessel-Platz (heute Rathenauplatz) zu ziehen, von wo das Ehepaar Pincus am 27. Juli 1942 nach Theresienstadt deportiert wurde. Im Ghetto Theresienstadt starb Friedrich Pincus am 6. November 1943; drei Tage später, am 9. November 1943, wurde sein Leichnam eingeäschert.
Seine Frau Eugenie, Tochter des jüdischen Justizrats Salomon Rothschild aus Trier, starb, wie auch sein Bruder und seine Schwägerin, im Ghetto Theresienstadt. Die zwei Kinder des Ehepaares überlebten den Holocaust ebenfalls nicht. Die Tochter Charlotte (geboren 1906) wurde am 15. Juni 1942 nach Sobibor deportiert und dort ermordet. Der Sohn Ludwig Salomon (geboren 1909) promovierte 1933 in Köln in Augenheilkunde und emigrierte 1934 in die Niederlande. Hier arbeitete er zunächst in Groningen und Schoonhoven. 1940 übernahm er in Nieuwpoort die Praxis eines Kollegen. Am 15. Mai 1940, fünf Tage nach dem Einmarsch der Wehrmacht in die Niederlande, nahm sich Ludwig Salomon Pincus das Leben.

## Gedenken

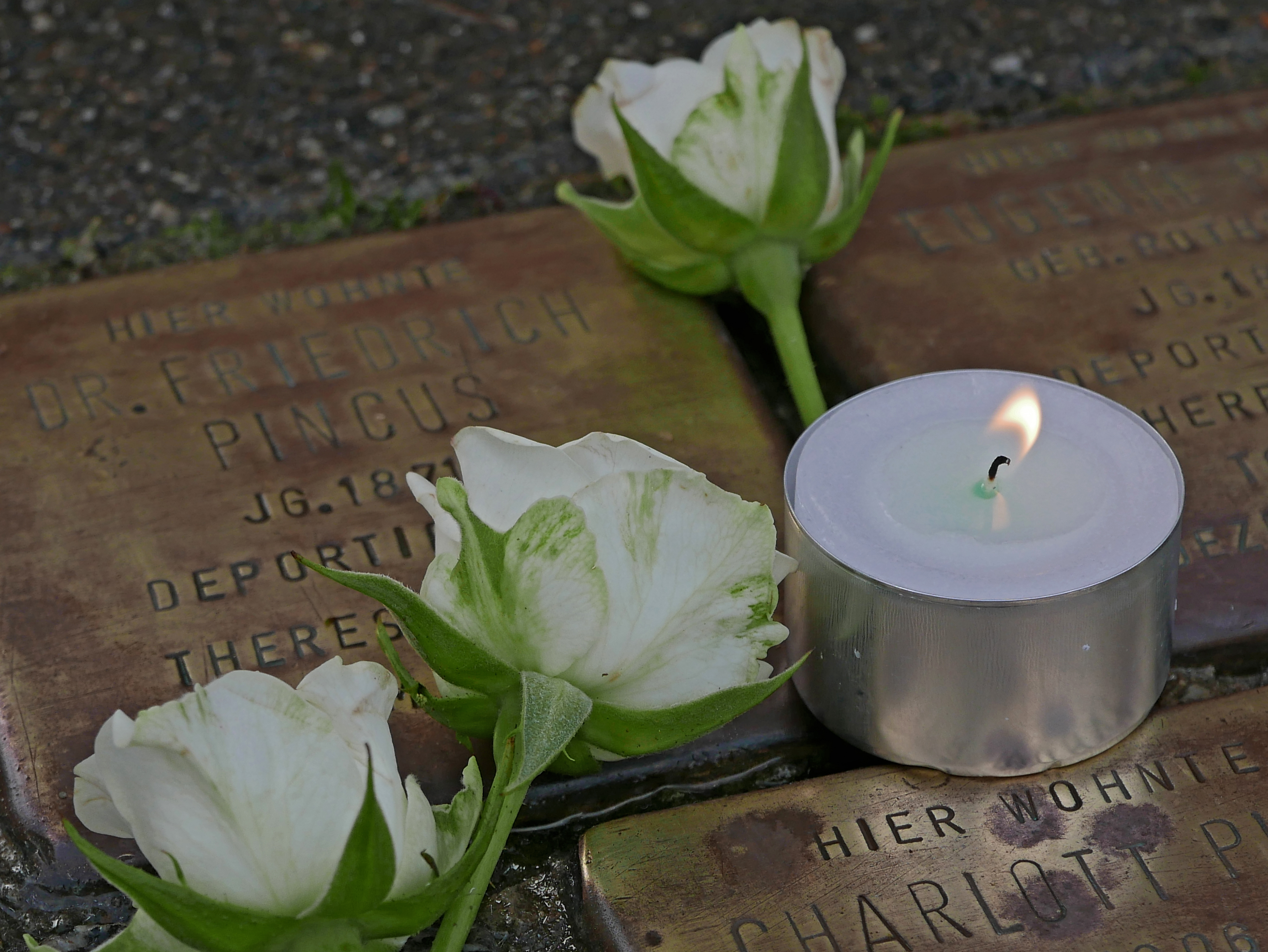
Stolpersteine für Dr. Friedrich, Eugenie und Charlotte Pincus vor dem ehemaligen Wohnhaus Lindenthalgürtel 11 in Köln-Lindenthal

Vor dem ehemaligen Wohnhaus der Familie Pincus wurden drei Stolpersteine für Friedrich, Eugenie und Charlotte im Rahmen des Kunst- und Denkmalprojektes des Künstlers Gunter Demnig verlegt. Sein Sohn Ludwig Salomon wurde auf dem Allgemeinen Friedhof Bij de Waterschuur in Nieuwpoort begraben. Seinen Grabstein stifteten laut Inschrift „dankbare Patienten“.

## Werke von Friedrich Pincus (Auswahl)
- Anatomischer Befund von zwei sympathisirenden Augen, darunter eins mit Cysticercus intraccularis, Dissertation, 1894
- Ein Fall von Blutung zwischen Glaskörper und Netzhaut, 1898
- Ein Fall von transitorischer Blei-Amaurosis, 1901
- Transitory Lead Amaurosis, 1901
- Spontanheilung eines traumatischen pulsierenden Exophthalmus, 1907
- Völlige Wiederherstellung der Funktion nach Apoplexia sanguinea retinae (Thrombosis venae centralis), 1908
- Die wissenschaftlichen Grundlagen der Zeozontherapie, 1913
- Neuritis optici bei Neurofibromatosis, 1914
- A contribution of the study of Endogenous Gonorrheal Coroneal Affections, 1914
- Zwei Fälle schwerer Sehstörung nach innerlichem Optochingebrauch, 1916
- Bericht über die 40. Versammlung der ophthalmologischen Gesellschaft, 1916
- Effect of optochin on the eyesight, 1917
- Ein Fall von doppelseitiger Tenonitis serosa acuta, 1918
- Über Sehstörungen und Blutverlust, 1919
- Lumbar punction in the treatment of blindness caused by methyl alcohol, 1920
- Myopische Einstellung der Pupille bei Emmetropie, 1923
- Kritische Bemerkungen zu den Arbeiten von Dr. Niederhoff und Dr. Stange über das Augenschutzmittel Corodenin, 1929
- Over vetnecrose in de Orbita (niederl.), 1934
- Über die Operation der Obliquus superior-Lähmung, 1936